# Nahid Persson Sarvestani
Nahid Persson Sarvestani, född 24 maj 1960 i Shiraz, Iran, är en svensk-iransk dokumentärfilmsregissör.

## Biografi
Persson Sarvestani växte upp i Iran och var aktiv i protester först mot shahen Mohammad Reza Pahlavi och efter den iranska revolutionen 1979 mot Khomeini, och flydde senare till Dubai och vidare till Sverige, där hon blivit framgångsrik som regissör av dokumentärfilmer.
Hennes mest kända dokumentärfilmer är troligen  Prostitution bakom slöjan, Fyra fruar och en man och Drottningen och jag.
Hennes självbiografi Alltid i mitt hjärta utkom 2011. Den behandlar hela hennes liv, från barndomen via tiden som aktivist i upproret mot shahen och därefter mot Khomeini, flykten till Dubai och vidare till Sverige, tiden som nybliven invandrare och slutligen som dokumentärfilmare.
Efter ett längre uppehåll som filmare vände hon kameran mot sig själv i filmen, Anders, jag och hans 23 andra kvinnor, som hade premiär 25 maj 2018.
Filmen Hör min röst – Slöjans revolution ( originaltitel: Be my voice) från 2021 handlar om Masih Alijenad, en 44-årig aktivist som när hon blev för obekväm som journalist i hemlandet flyttade utomlands. Via hennes sociala medier kastar nu massor av iranska kvinnor slöjan i protest mot regimen. Masih med hela 6 miljoner följare har blivit en nagel i ögat för regimen. De har förgäves försökt stoppa henne genom att arrestera medlemmar av hennes familj i Iran. Allt detta skildrar Persson efter att ha besökt Masih i New York.

## Utmärkelser
- I livets slutskede fick Cancerfondens journalistpris år 2002[4]
- Prostitution bakom slöjan har fått många priser, bland annat utnämndes den till bästa internationella nyhetsdokumentär vid tv-festivalen 2005 i Monte Carlo, Monaco. Filmen prisbelönades även med Kristallen 2005, samt 2005 års Guldbagge
- Drottningen och jag vann Prix Italias katolska SIGNIS-pris 2009, en Rockies Award i dokumentärklassen vid kanadensiska Banff World Television Festival 2010, svenska tv-priset Kristallen  2010, och var även nominerad för en Guldbagge 2010.
- 2005 tilldelades hon TCO:s kulturpris 2005 tillsammans med författaren Marjaneh Bakhtiari[5]
- 2009 erhöll hon Konstnärsnämndens Mai Zetterling-stipendium på 200 000 kronor[6]
- 2010 utnämndes hon till Årets Feminist av Feministakademin på Åland[7]
- 2019 Per Ganneviks stiftelse för kulturella ändamål[8]
- 2022 Hedeniuspriset, Humanisterna

## Filmografi
- 1994 - En dörr till en annan värld
- 1995 - Att vara adopterad
- 1996 - Dolda tecken
- 1998 - Min hemlighet
- 2000 - Min mamma - en persisk prinsessa
- 2000 - Sjutton år av längtan
- 2002 - I livets slutskede
- 2003 - Jag och min kusin
- 2004 - Åt helvete med det gamla
- 2004 - Prostitution bakom slöjan
- 2006 - Damtoaletten
- 2006 - Motormannen
- 2007 - Fyra fruar och en man
- 2009 - Drottningen och jag
- 2013 – My Stolen Revolution
- 2018 – Anders, jag och hans 23 andra kvinnor
- 2021 – Hör min röst - slöjans revolution
- 2023 – Mullans son